# Hoddesdon
Hoddesdon [hɒdzdən] ist eine Pendlerstadt der englischen Grafschaft von Hertfordshire, inmitten des Lea-Tals. Die Stadt wuchs schnell, da sie Poststation auf der Wegstrecke zwischen Cambridge und London war. Der Höhepunkt im Postverkehr wurde im 18. Jahrhundert erreicht, als mehr als 35 Postkutschen am Tag die Stadt passierten.
Die Stadt erlebte in der Mitte des 20. Jahrhunderts einen Aufschwung durch den Abbau von Kiesvorkommen, die in den 1970er Jahren erschöpft waren. Die entstandenen Seen und Kiesgruben wurden für öffentliche Freizeitmöglichkeiten im Lee Valley County Park genutzt. Heute ist Hoddesdon eine Stadt mit Leichtindustrie, im Wesentlichen aber Wohnort für Pendler nach London. Die Stadt ist seit 1951 auch Sitz des achten Kongresses der Internationalen Modernen Architektur.

## Geschichte
Hoddesdon ist einen Tagesmarsch von London entfernt und war ein Sammelplatz für Armeen und andere Reisende auf ihrem Weg nach Norden zu Cambridge oder einer anderen Stadt im Norden. Wo heute die Autobahn verläuft, säumten früher Gast- und Wirtshäuser den Weg.
Bierbrauerei war ein wichtiges Gewerbe in dieser Region, besonders in den benachbarten Städten Hertford und Ware. Reger Handel wurde jeden Dienstag auf dem Hopfenmarkt getrieben. Später wurde der Hopfen immer mehr auf dem River Lea transportiert und der Fleischmarkt am Mittwoch übernahm die Vorherrschaft. Der Mittwochmarkt hielt sich in Hoddesdon bis zur Gegenwart und wurde Ende des 20. Jahrhunderts mit dem Freitagmarkt zusammengelegt.
Seit 1866 ist Hoddesdon in die zwei Civil parishs Broxbourne und Great Amwell aufgeteilt. Die Grenze zwischen beiden Parishs verläuft durch ein Stadttor auf der Hauptstraße der Stadt. Als das Stadttor in den 1960er Jahren abgerissen wurde, wurde ein besonderer Stein mit Inschriften in das Pflaster eingebaut, um die historische Grenze zu markieren. Teile von Hoddesdon wurde durch Verfügung der Provinzregierung 1894 Stadt und der Rest als Parish dem Stadtgebiet Horresdon zugewiesen.
1937 vergrößerte eine Verfügung der Provinzregierung von 1929 das städtische Gebiet, in dem es die gesamten Ländereien und Teile der Gemeinde von Broxbourne, Great Amwell, Stanstead Abbots und Wormley zusammenlegte. Die westliche Grenze des neuen Stadtgebietes wurde durch die Ermine Street markiert, der ein ehemaliger Römerweg war. Hoddesdon wurde 1974 durch Verfügung der Provinzregierung 1972 von Broxbourne eingemeindet.

## Stadtzentrum

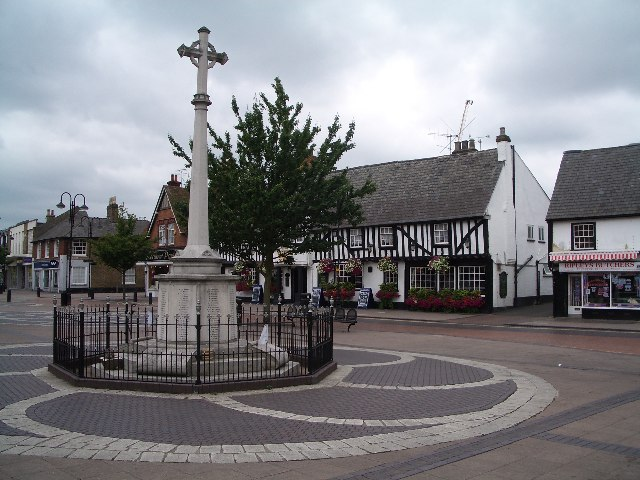
Hoddesdon Stadtzentrum

Die Hauptstraße von Hoddesdon, deren größter Teil Fußgängerzone ist, hat viele Geschäfte, Fastfood-Imbisse, Kneipen, Immobilienmakler, Banken und eine Buchhandlung. An der nördlichen Hauptstraße hinter dem Uhrenturm ist das Geschäftszentrum „Turmzentrum“ zu finden, das für seine häufigen Geschäftswechsel bekannt ist. Es wird allgemein eine Wiederbelebung des Zentrums erwartet, wenn die Konzernkette „Wilkonsons“ wie geplant 2008 dort ein neues Geschäft eröffnet. Fawkon West ist ein belebter Geschäftsbereich im Westen der Fußgängerzone, der seit dem Jahr 2000 vom rückläufigen Konsum betroffen wurde, der aber wieder durch neue Geschäfte aufgefangen werden soll. Eine Passage verbindet es jetzt mit dem neuen Aldi-Geschäft. Sainsbury's, das ehemals im „Fawkon Walk“ war, hat seinen Standort im Osten der Hauptstraße. Andere erwähnenswerte Geschäfte im Stadtzentrum sind Argos, Woolworths, Boots, zwei Lloyds Apotheken, Tesco und Ladbrokes. Eine Filiale der Kette Cafè Nero eröffnete im Sommer 2006.
Geschäfte in Hoddesdon leiden unter dem Wettbewerb des nahegelegenen „Brookfield Centre“ in Cheshunt und den Einkaufsparks in Harlow. Seit 1990 zogen sich eine Anzahl unabhängiger Händler aus der Stadt zurück und wurden durch Ketten ersetzt. Die Stadt ist für Einkaufende attraktiv, um sich nach dem Shopping in Restaurants wie Marcanatos oder La Piazza, Cafés und Schnellimbissen wie „Starburger“ oder „Flames“ zu entspannen.

## Schulen
Mit der John-Warner-Schule und der Sheredes-Schule gibt es in Hoddesdon zwei Sekundarschulen, die jeweils kommunale Schule und Gesamtschule für Schüler von 11 bis 18 Jahren sind. Den Förderschwerpunkt legt dabei die John-Warner-Schule mehr auf die Naturwissenschaften, die Sheredes-Schule mehr auf die kreativen Künste.

## Hier geborene Persönlichkeiten
- William Christie Gosse (1842–1881), britisch-australischer Naturforscher und Entdecker
- Benjamin Samuel Williams (1824–1890), Handelsgärtner
- Lilian Faithfull (1865–1952), Hochschullehrerin und Frauenrechtlerin